# NGC 7149
NGC 7149 ist eine elliptische Galaxie vom Hubble-Typ E3 im Sternbild Pegasus am Nordsternhimmel. Sie ist schätzungsweise 392 Millionen Lichtjahre von der Milchstraße entfernt und hat einen Durchmesser von etwa 150.000 Lj.
Im selben Himmelsareal befinden sich u. a. die Galaxien NGC 7146, NGC 7147, NGC 7156 und IC 1407.
Das Objekt wurde am 15. September 1865 von Heinrich d’Arrest entdeckt.